# Sveriges Television
Sveriges Television (SVT) is de nationale publieke omroep van Zweden, opgericht in 1956. Financiering vindt plaats door een verplichte bijdrage, het zogenoemde kijk- en luistergeld.

## Zenders
SVT heeft een breed aanbod aan algemene en thematische kanalen. Alle zenders hebben een duidelijke eigen identiteit. Ze zijn echter allemaal gemerkt met het bekende SVT-logo: een abstracte gekleurde bloem/ster-vorm. SVT heeft de volgende kanalen:
- SVT 1. Dit algemene kanaal is vergelijkbaar met VRT 1 in Vlaanderen en NPO 1 in Nederland. Hierop worden programma's uitgezonden voor een breed publiek, alsmede het belangrijkste nieuwsprogramma Rapport, om 19.30 uur. De kleuren van SVT 1 zijn rood en geel. SVT 1 heeft in tegenstelling tot SVT 2 nog omroepers.
- SVT 2. Dit is een zender à la VRT Canvas of NPO 2. De nadruk ligt op documentaires, actualiteiten en geïmporteerde kwaliteitsprogramma's (veelal van de BBC). Het belangrijkste nieuwsprogramma is Aktuellt, dat dagelijks wordt uitgezonden om 18.00 uur en 21.00 uur. In de volksmond heet deze zender Tvåan (De twee). Bij aankondigingen van programma's wordt er dan ook gezegd: "Måndag, klockan 21.30, i tvåan." (Maandag om 21.30 uur, op Twee). De kleur van SVT 2 is blauw.
- SVT 24. Dit kanaal zendt 24 uur per dag nieuws uit. Ieder uur is er een korte uitzending van Rapport. Verder zijn er programma's als Studio 24 en 24 Direkt.
- SVT Barn is het kinderstation van SVT.
- Kunskapskanalen is een kanaal dat wetenschapsprogramma's en documentaires uitzendt en is vergelijkbaar met BBC Four in het Verenigd Koninkrijk.
- SVT World is het internationale kanaal van SVT en is via satelliet te ontvangen in een groot deel van de wereld en via IPTV wereldwijd. Het kanaal zendt een mix uit van wat de andere SVT-kanalen te bieden hebben. De nadruk ligt echter op Zweedse programmatie. De nieuwsuitzendingen Rapport en Aktuellt worden op SVT World uitgezonden.

## Minderheden en regiogebonden programmering
SVT bedient niet alleen de Zweedstalige inwoners van Zweden. Ook de Samische en de Finstalige Zweden worden met eigen nieuwsprogramma's bediend, respectievelijk Ođđasat en Uutiset ("Het nieuws" in beide talen). Voor doven is er meerdere malen per week het programma Nyhetstecken ("Nieuwstekens") met een doventolk.
Net als in Groot-Brittannië worden er regionale uitzendingen doorgegeven via nationale zenders. Zo is er op SVT 2 iedere avond plaats voor een blokje Regionala nyheter ("Regionaal nieuws"). In Malmö kijkt men dan naar Sydnytt ("Zuidnieuws"), terwijl men tegelijkertijd in Stockholm ABC ziet.

## Internet
SVT heeft een zeer uitgebreide en informatieve website in het Zweeds. Er is een groot video-archief waar nieuwsuitzendingen, trailers en snapshots van andere programma's kunnen worden herbekeken.